# Vilhelm Petersen (1812–1880)
Wilhelm Peter Carl Petersen, född 17 december 1812 i Köpenhamn, död 25 juli 1880 i Köpenhamn, var en dansk målare.
Petersen studerade vid Det Kongelige Danske Kunstakademi från 1830 och tilldelades 1848 deras resestipendium. På grund av revolutionerna 1848 sköts hans resa upp till 1850 då han genomförde en tvåårig resa till Italien genom Tyskland. Han målade nästan uteslutande landskap, framför allt från Nordsjälland och Bornholm.
Petersen är representerad med ett österrikiskt alplandskap på National Gallery i London.